# Limunski bosiljak
Limunski bosiljak (indonezijski bosiljak, lat. Ocimum americanum), vrsta bosiljka, porodica usnača. Jednogodišnja je biljka autohtona na Indijskom potkontinentu, jugoistočnoj Aziji, Kini i Africi. Latinsko ime americanum potpuno je pogrešno, jer ta biljka nije autohtona u Americi, nego je tek uvezena u neke države Južne i Srednje Amerike. 
Hrvatski naziv limunski bosiljak, dobiva po aromatičnom mirisu i blagoj aromi limuna, zbog koje se koristi u izradi slastica, kao začin i u čajevima.
Naraste od 30 do 100 cm. Listovi su lancetasti, dugi 2 do 5 cm, nazubljenih rubova. Cvjetovi su dvospolni, bijele boje, skupljeni u uspravne cvatove.

## Vanjske poveznice
- Kew